# TJ Internacionál Slovnaft ZŤS Bratislava-Petržalka
TJ Internacionál Slovnaft ZŤS Bratislava-Petržalka (celým názvem: Telovýchovná jednota Internacionál Slovnaft Závody ťažkého strojárstva Bratislava-Petržalka) byl slovenský fotbalový klub, který reprezentoval bratislavské městské části Nové Mesto a Petržalka.
Založen byl v roce 1986 sloučením úspěšných bratislavských týmů TJ Internacionál Slovnaft Bratislava a ZŤS Petržalka. Zanikl v roce 1990 po jejich znovu oddělení a obnovení samostatnosti.
Své domácí zápasy odehrával na stadionech v Pasienkách (A-tým) a v Petržalce (B-tým a C-tým).

## Historické názvy
Zdroj: 
- 1986 – fúze TJ Internacionál Slovnaft Bratislava a ZŤS Petržalka ⇒ založení
- 1986 – TJ Internacionál Slovnaft ZŤS Bratislava-Petržalka (Telovýchovná jednota Internacionál Slovnaft Závody ťažkého strojárstva Bratislava-Petržalka)
- 1990 – znovu oddělení ⇒ zánik

## Získané trofeje
- Slovenský fotbalový pohár ( 1x )
  - 1987/88

## Umístění v jednotlivých sezonách
Stručný přehled
Zdroj: 
- 1986–1987: 1. SNFL
- 1987–1990: 1. liga

Jednotlivé ročníky
Zdroj: 
Legenda: Z - zápasy, V - výhry, R - remízy, P - porážky, VG - vstřelené góly, OG - obdržené góly, +/- - rozdíl skóre, B - body, červené podbarvení - sestup, zelené podbarvení - postup, fialové podbarvení - reorganizace, změna skupiny či soutěže
| Československo (1986 – 1990) |         |        |    |    |   |    |    |    |     |    |        |
| Sezóny                       | Liga    | Úroveň | Z  | V  | R | P  | VG | OG | +/- | B  | Pozice |
| 1986/87                      | 1. SNFL | 2      | 30 | 19 | 7 | 4  | 68 | 24 | +44 | 45 | 1.     |
| 1987/88                      | 1. liga | 1      | 30 | 11 | 5 | 14 | 50 | 54 | -4  | 27 | 13.    |
| 1988/89                      | 1. liga | 1      | 30 | 11 | 7 | 12 | 53 | 56 | -3  | 29 | 9.     |
| 1989/90                      | 1. liga | 1      | 30 | 16 | 5 | 9  | 55 | 30 | +25 | 37 | 3.     |

## Účast v evropských pohárech
| Ročník  | Soutěž              | Kolo    | Klub           | Doma | Venku | Celkem |
| ------- | ------------------- | ------- | -------------- | ---- | ----- | ------ |
| 1988/89 | Pohár vítězů pohárů | 1. kolo | PFK CSKA Sofia | 2:3  | 0:5   | 2:8    |

## TJ Internacionál Slovnaft ZŤS Bratislava-Petržalka „B“
TJ Internacionál Slovnaft ZŤS Bratislava-Petržalka „B“ byl rezervní tým obou sloučených bratislavských klubů. Zaniká v roce 1990 po znovu oddělení obou celků.

### Umístění v jednotlivých sezonách
Stručný přehled
Zdroj: 
- 1986–1990: 2. SNFL – sk. Západ

Jednotlivé ročníky
Zdroj: 
Legenda: Z - zápasy, V - výhry, R - remízy, P - porážky, VG - vstřelené góly, OG - obdržené góly, +/- - rozdíl skóre, B - body, červené podbarvení - sestup, zelené podbarvení - postup, fialové podbarvení - reorganizace, změna skupiny či soutěže
| Československo (1986 – 1989) |                     |        |    |    |    |    |    |    |     |    |        |
| Sezóny                       | Liga                | Úroveň | Z  | V  | R  | P  | VG | OG | +/- | B  | Pozice |
| 1986/87                      | 2. SNFL – sk. Západ | 3      | 30 | 9  | 10 | 11 | 32 | 36 | -4  | 28 | 14.    |
| 1987/88                      | 2. SNFL – sk. Západ | 3      | 30 | 10 | 9  | 11 | 29 | 44 | -15 | 29 | 8.     |
| 1988/89                      | 2. SNFL – sk. Západ | 3      | 30 | 11 | 9  | 10 | 42 | 45 | -3  | 31 | 9.     |
| 1989/90                      | 2. SNFL – sk. Západ | 3      | 30 | 6  | 7  | 17 | 32 | 60 | -28 | 19 | 16.    |

## TJ Internacionál Slovnaft ZŤS Bratislava-Petržalka „C“
TJ Internacionál Slovnaft ZŤS Bratislava-Petržalka „C“ byl druhý rezervní tým obou sloučených bratislavských klubů. Zaniká v roce 1990 po znovu oddělení obou celků.

### Umístění v jednotlivých sezonách
Stručný přehled
Zdroj: 
- 1986–1987: Divize – sk. Západ (Bratislava "A")

Jednotlivé ročníky
Zdroj: 
Legenda: Z - zápasy, V - výhry, R - remízy, P - porážky, VG - vstřelené góly, OG - obdržené góly, +/- - rozdíl skóre, B - body, červené podbarvení - sestup, zelené podbarvení - postup, fialové podbarvení - reorganizace, změna skupiny či soutěže
| Československo (1986 – 1987) |                                     |        |    |   |   |    |    |    |     |   |        |
| Sezóny                       | Liga                                | Úroveň | Z  | V | R | P  | VG | OG | +/- | B | Pozice |
| 1986/87                      | Divize – sk. Západ (Bratislava "A") | 4      | 26 | 1 | 4 | 21 | 13 | 68 | -55 | 6 | 14.    |